# Karla Grosch
Karla Grosch (Weimar, 1º giugno 1904 – Tel Aviv, 8 maggio 1933) è stata una danzatrice tedesca.

## Biografia
Si formò secondo i dettami della danza espressionista e fu allieva di Gret Palucca a Dresda.
Fu assunta al Bauhaus di Dessau nel 1928 come insegnante assistente e lavorò come ballerina nella classe di teatro (Bauhausbühne) sotto l'egida di Oskar Schlemmer. Per quest'ultimo nel 1929 interpretò il suo lavoro Materialtänze ed eseguì due particolari coreografie dedicate al metallo – Metalltanz – e al vetro – Glastanz, al teatro Volksbühne di Berlino. La sua attività di insegnamento terminò nel 1932 con la chiusura del Bauhaus di Dessau. 

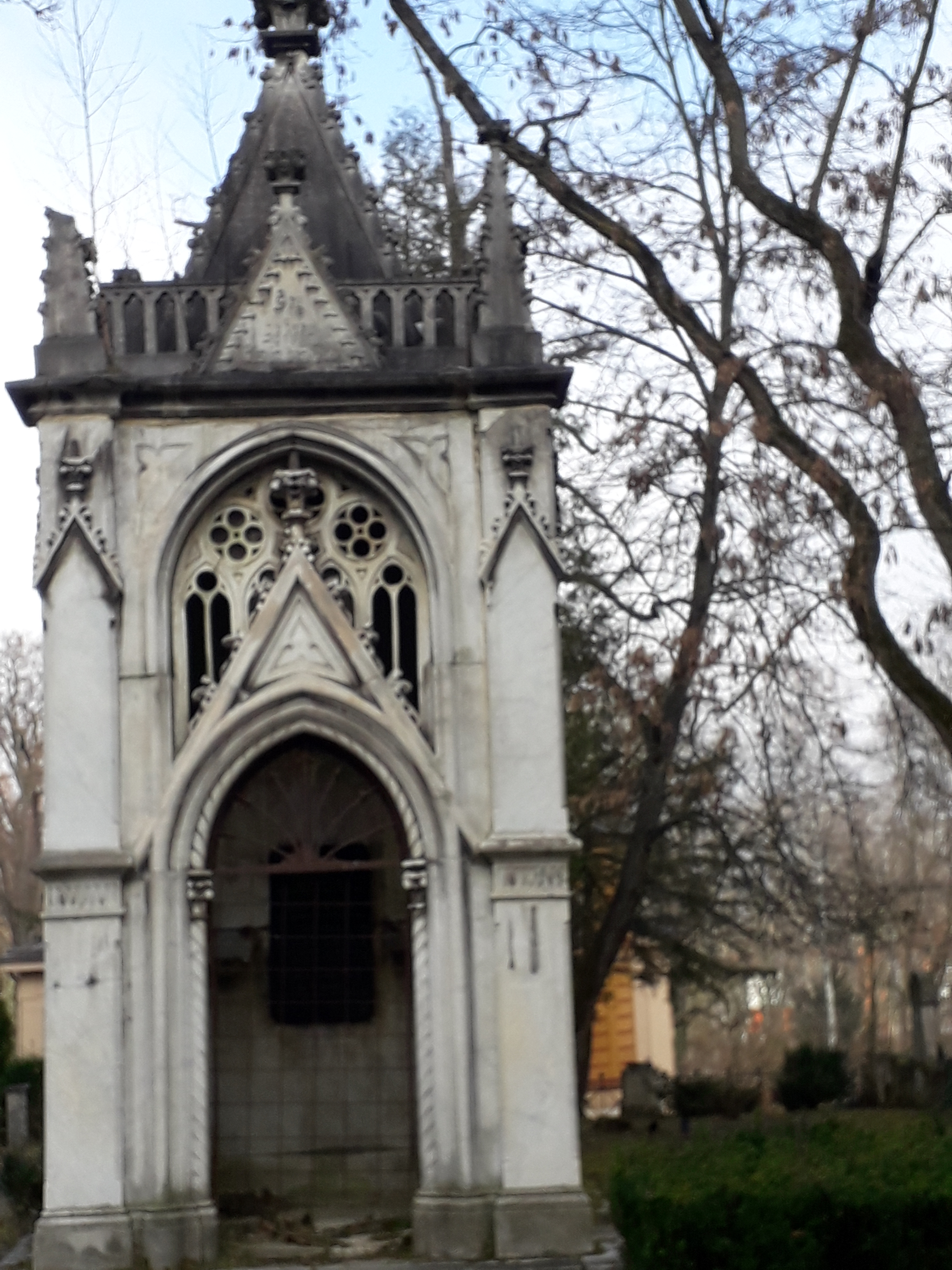
Tomba della famiglia Grosch

Nella primavera del 1933 emigrò con il fidanzato Franz Aichinger in Palestina, dove morì in un incidente di nuoto poco dopo il suo arrivo. Grosch era incinta in quel frangente.
Grosch era la figlia di un produttore di lampade, nonché consigliere comunale di Weimar Rudolf Grosch. Il luogo di sepoltura della famiglia di Rudolf Grosch nel cimitero storico di Weimar non riporta il suo nome sulla lapide sul muro, ma in un'iscrizione inferiore.

## Eredità
Fu una ballerina e un'atleta dallo «stile ritmico e dinamico basato su movimenti fortemente teatrali e gestualità geometriche».
Il sodalizio con il direttore della scuola di teatro del Bauhaus fu immortalato in una serie di fotografie dell'artista T. Lux Feininger. Le immagini sono state esposte nell'ambito della mostra La seduzione del cyborg nel corso della 59ª Biennale di Venezia. Esse evidenziano come nella coreografia Metalltanz la ballerina compisse significativi gesti atletici in una scenografia fatta di lamiere, mentre in Glastanz un costume fatto di cristallo ne limitava i movimenti, in uno stile futurista e avveniristico.